# Доминион Цейлон
Цейлон — доминион Британской империи, существовавший с 1948 по 1972 годы.

## История
В годы Второй мировой войны Британский Цейлон приобрёл стратегическое значение, и в 1942 году Цейлонский национальный конгресс принял решение добиться от английских колониальных властей обещания рассмотреть вопрос о предоставлении Цейлону самоуправления после окончания войны. В соответствии с достигнутыми договорённостями в 1944 году на Цейлоне начала работу Комиссия Соулбери для выработки основ будущего государственного устройства страны. В октябре 1945 года на базе предложений Комиссии Соулбери была подготовлена «Белая книга» с текстом новой цейлонской конституции, которая, однако, не предусматривала полной независимости для острова, а сохраняла его в сфере британской юрисдикции. Пост генерал-губернатора передавался представителям цейлонского общества, тем не менее глава законодательной власти назначался английским правительством. 4 февраля 1948 года был официально создан доминион Цейлон. Попытка вступления Цейлона в том же году в ООН была заблокирована СССР, посчитавшим, что Цейлон является независимым государством лишь номинально.
В 1956 году к власти на Цейлоне пришли сингальские националисты. Официальным языком Цейлона вместо английского стал сингальский, что привело к волнениям среди тамилов и убийству премьер-министра. В 1957 году с острова были убраны британские базы, и Цейлон официально стал «неприсоединившимся государством».
В 1972 году была принята новая конституция, в соответствии с которой страна стала республикой, а её название сменилось с «Цейлон» на «Шри-Ланка».